# ベルナール・フランソワ・ド・ショーヴラン

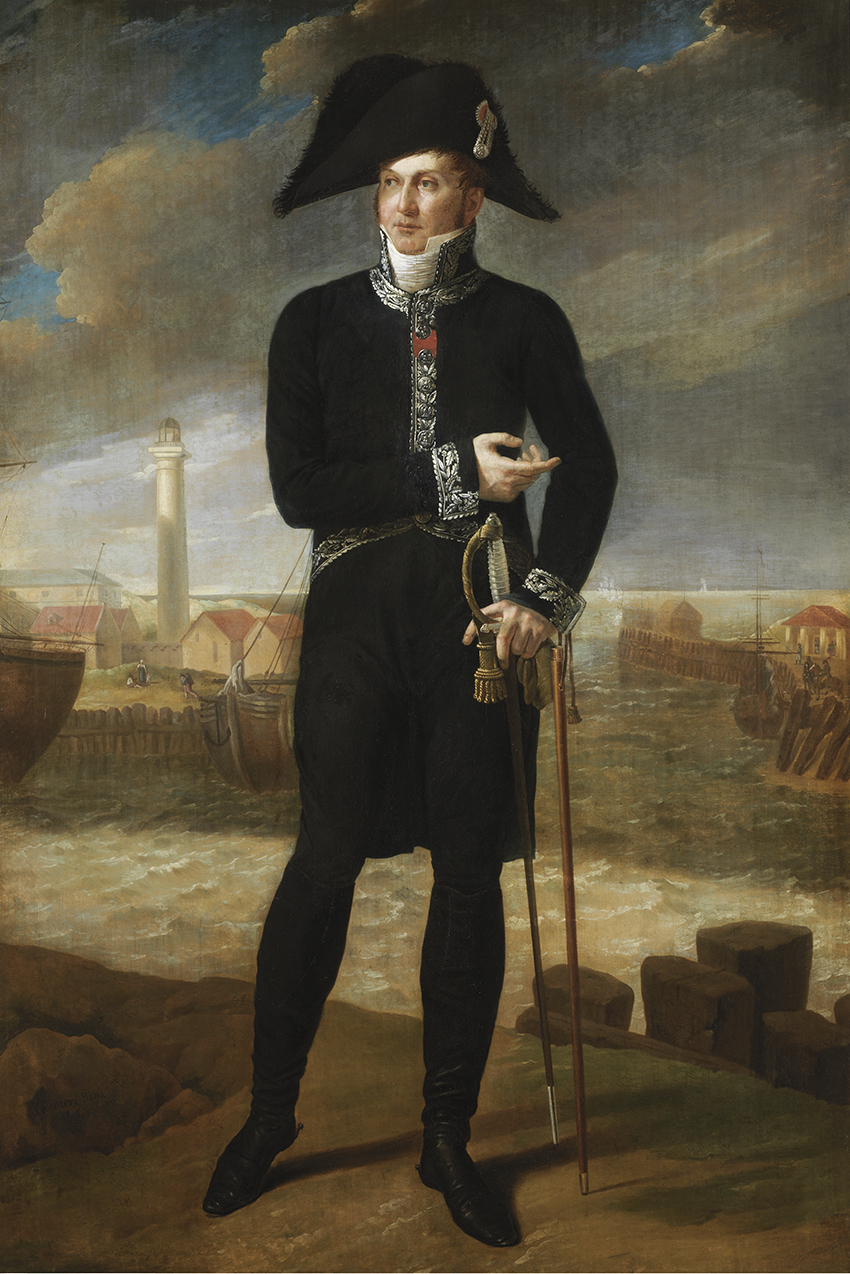
グロスボア侯フランソワ・ベルナール・ド・ショーヴラン

グロスボア侯フランソワ・ベルナール・ド・ショーヴラン（仏: François-Bernard de Chauvelin, marquis de Grosbois、1766年11月29日 パリ - 1832年4月9日 パリ）は、フランスの貴族、外交官、議員、自由主義的改革家。一般にショーヴラン侯（仏: Marquis de Chauvelin）の名前で知られる。

## 略歴
高名な家柄の生まれで、父親のフランソワ＝クロード・ド・ショーヴランの後を継ぎ、ルイ16世の下で王家の衣裳管理係（英: Master of the King's Wardrobe）となったが、ジャン＝バティスト・ド・ロシャンボー率いるフランス軍でアメリカ独立戦争に参戦した 。貴族の生まれでありながら自由主義的な思想を持ち、フランス革命を支持した。
1792年2月、彼はエルミニー・フェリシエンヌ・ジョゼフィーヌ・タヴェルニエ（仏: Herminie-Felicienne-Joséphine Tavernier de Boulogne de Magnanville）と結婚し、「大使のマント」（副大使）としてシャルル＝モーリス・ド・タレーラン＝ペリゴールの部下となりイギリス王室（Court of St James's）に仕えた。ロンドンでの彼の役目は差し迫ったフランス対オーストリア、プロシアとの戦争において中立の立場を維持するよう英国政府を説得することであった 。1792年5月に到着した当時は歓迎され、英国の中立は保障されていた。しかし1792年の8月10日事件およびフランス王ルイ16世の王権剥奪にともないショーヴランの立場は危うくなった。信任状は主権のない国王によって発行されたものというだけでなく、イギリスは自国の大使を呼び戻した（フランスにイギリスの公使がいなくなった）ため、ショーヴランの正式な任務はここで終了した。9月にフランス共和国が建国されても、新しい共和国政府は彼の信任状を迅速に更新しなかったため、ショーヴランのイギリス政府での正式な地位もなくなった。新しい信任状がすぐにでも来ると信じていたショーヴランは、その到着までフランスの暫定的な大使として認めて欲しい旨を主張したが外務大臣ウィリアム・グレンヴィルは彼をフランス共和国代表として認めることを拒絶し、信任状と公文書を突き返した。ショーヴランは1793年1月にようやく新しい信任状を受け取り、イギリス国王に提出するため謁見を申し入れた。しかし、不幸にもその前日にルイ16世はフランス議会から死刑判決を受け、数日後（1月21日）には処刑されることになっていた。ショーヴランは1793年2月1日までにイギリスを去るよう命じられ、イギリスは戦争の準備に入った。
パリに戻るとショーヴランは革命の支持を表明し、 フィレンツェのメディチ家にフランス大使として派遣され、フェルディナンド3世に新しいフランス共和国を承認するよう交渉するが、それは失敗に終わった。ショーヴランはパリに呼び戻され反逆者として投獄されたが、テルミドールのクーデター（1794年7月27日）でマクシミリアン・ロベスピエールが逮捕されたのち釈放された。
1800年に護民院議員に選出され、1804年2月にはリース県（ナポレオン時代にフランス領であったが現在はベルギー）の知事となった。1811年には男爵（ナポレオン時代に新しく設置された爵位）の位を授けられ、国務院に勤めた。1812 - 1814年にはカタルーニャ州の監察官として派遣され、スペイン王に就任していたナポレオンの兄ジョゼフ・ボナパルトをカタルーニャ人が認めるよう説得する任務に当たった。
1816年には下院議員に選出され、報道の自由と選挙権の拡大を主張した。優れた演説者として名声を得、議会において左翼、共和制論者、自由主義者として重要な役割を担った。1827年に再び下院議員となったが、それ以後は目立って重要な公務は果たさず、1829年に退官。ボーヌのシトー派修道院を買い取って改築し、自宅とした。3年後にパリでコレラにかかり死去した。

## ショーヴランと『スカーレット・ピンパーネル』
バロネス・オルツィの小説『紅はこべ』（スカーレット・ピンパーネル、"The Scarlet Pimpernel"）シリーズにおいて、ほとんどの巻でスカーレット・ピンパーネルの敵となるのが、実在のショーヴランを脚色したシトワイヤン・ショーヴランである。実在の人物と小説の登場人物としてのショーヴランには類似点もあるが、オルツィの描いた彼の任務、人格、来歴は事実とはかけ離れている。